# Premeaux-Prissey
Premeaux-Prissey è un comune francese di 431 abitanti situato nel dipartimento della Côte-d'Or nella regione della Borgogna-Franca Contea.

## Società

### Evoluzione demografica
Abitanti censiti